# Platanthera orbiculata
Platanthera orbiculata är en orkidéart som först beskrevs av Frederick Traugott Pursh, och fick sitt nu gällande namn av John Lindley. Platanthera orbiculata ingår i släktet nattvioler, och familjen orkidéer.

## Underarter
Arten delas in i följande underarter:
- P. o. macrophylla
- P. o. orbiculata

## Bildgalleri

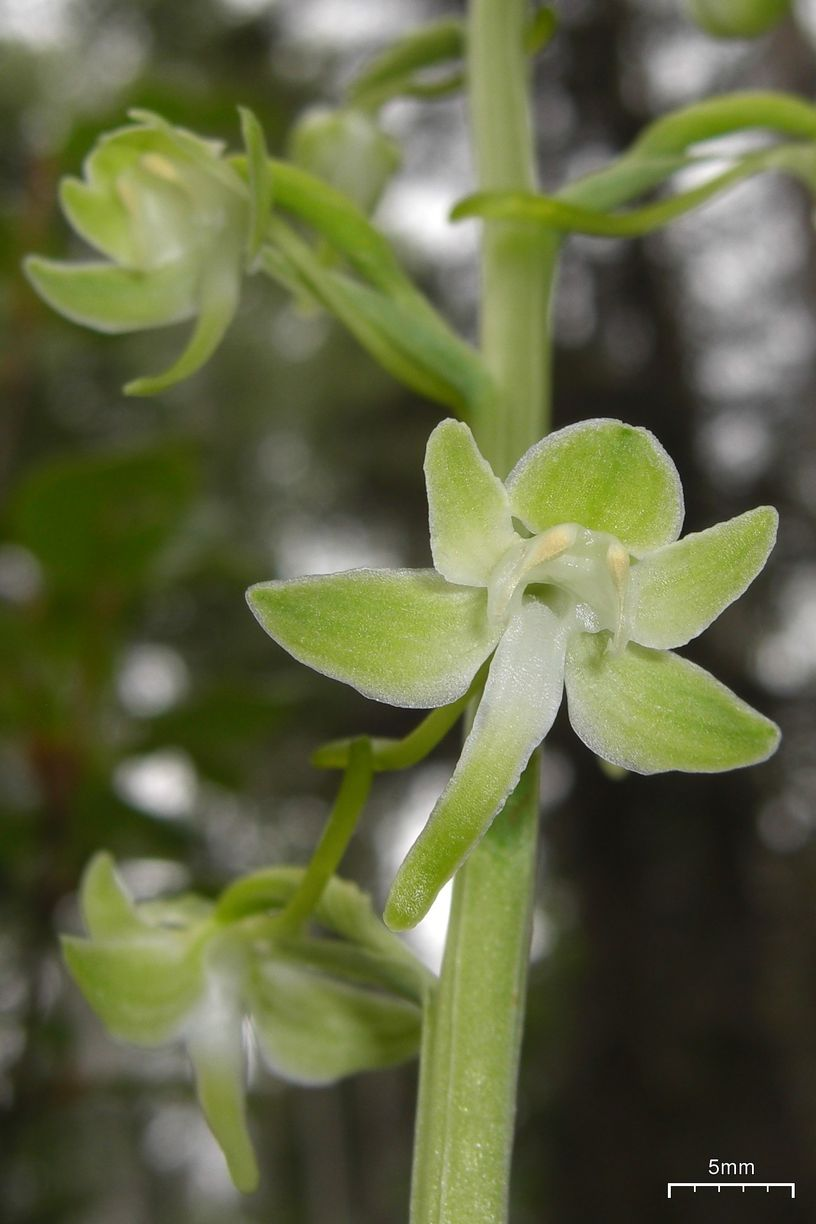
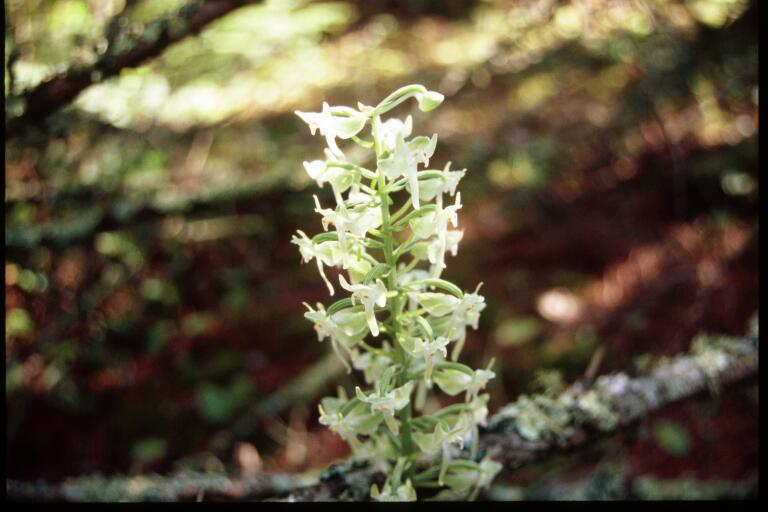
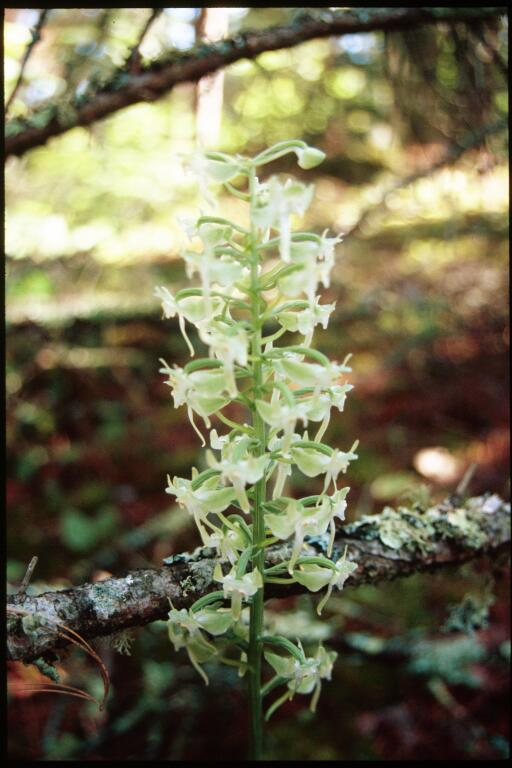
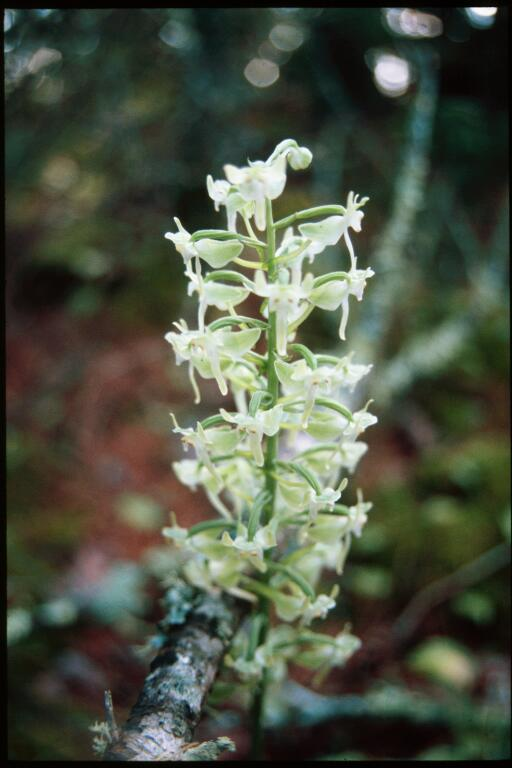
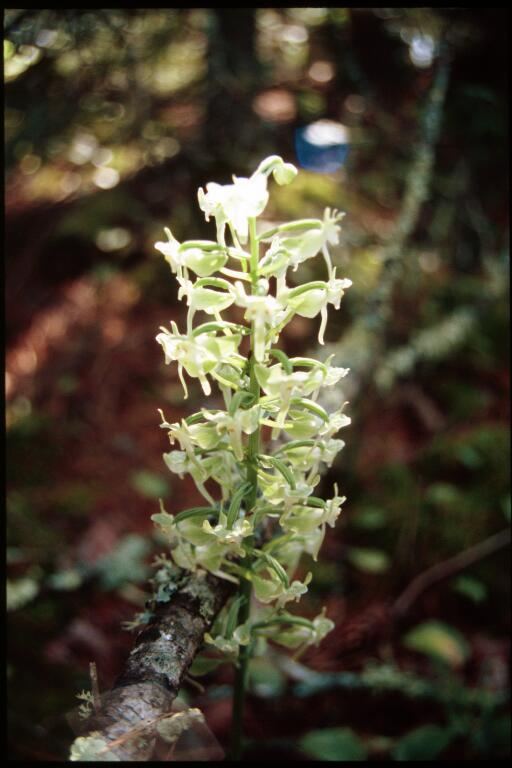